# Формула монотонності
Формула монотонності — класична теорема про мінімальні поверхні.
Вона стверджує зокрема, що площа перетину мінімальної поверхні без межі з кулею з центром на поверхні не може бути менше площі кола того ж радіуса.

## Формулювання
Припустимо {\displaystyle M} є {\displaystyle k}-вимірна мінімальна поверхня в Евклідовому просторі і {\displaystyle p\in M}.
Позначимо через {\displaystyle R} мінімальну відстань від {\displaystyle p} до межі {\displaystyle M}.
Тоді функція
{\displaystyle r\mapsto {\frac {\mathrm {S} (M\cap B_{r}(p))}{r^{m}}}}
монотонно зростає в інтервалі {\displaystyle [0,R]};
тут {\displaystyle \mathrm {S} } позначає {\displaystyle k}-вимірну площу і {\displaystyle B_{r}(p)} — кулю радіуса {\displaystyle r} з центром в {\displaystyle p}.

## Наслідки
- Для {\displaystyle M}, {\displaystyle p} і {\displaystyle R} як в формулюванні виконується нерівність
{\displaystyle \mathrm {S} (M\cap B_{r}(p))\geq \omega _{k}\cdot r^{m},}

при {\displaystyle r\leq R}; тут {\displaystyle \omega _{k}} позначає об'єм одиничної кулі в {\displaystyle k}-вимірному евклідовому просторі.
- Більш того, якщо {\displaystyle p} є точкою самопересеченія то

{\displaystyle \mathrm {S} (M\cap B_{r}(p))\geq 2\cdot \omega _{k}\cdot r^{m},}
при {\displaystyle r\leq R}.

## Застосування
- Еколм і Уайт застосували формулу монотонності в доведенні того, що мінімальна поверхня натягнута на контур з варіацією повороту 4π або менше є вкладеною.
- Бренді і Хунг застосували узагальнену формулу монотонності для оцінки площі перетину мінімальної поверхні з кулею центр якого знаходиться поза поверхнею.